# Ciśnienie atmosferyczne

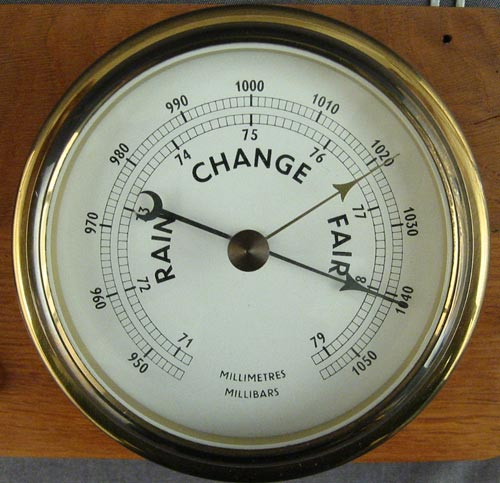
Barometr sprężynowy (aneroid) – przyrząd do pomiaru ciśnienia powietrza

Ciśnienie atmosferyczne – ciśnienie w atmosferze Ziemi oraz innych planet. 
Ciśnienie zależy od wysokości nad poziomem morza, szerokości geograficznej, temperatury powietrza. Wykazuje wahania w pewnym zakresie. Na poziomie morza jego przybliżona wartość równa jest ciśnieniu jakie wywiera słup rtęci o wysokości 760 mm. 
W ujęciu molekularnym ciśnienie jest wynikiem chaotycznego ruchu cząstek atmosfery (por. równanie Clapeyrona). W ujęciu mechaniki płynów siła parcia ciśnienia atmosferycznego równoważy siłę grawitacji słupa powietrza znajdującego się nad danym punktem.

## Ziemia

### Ciśnienie a pogoda

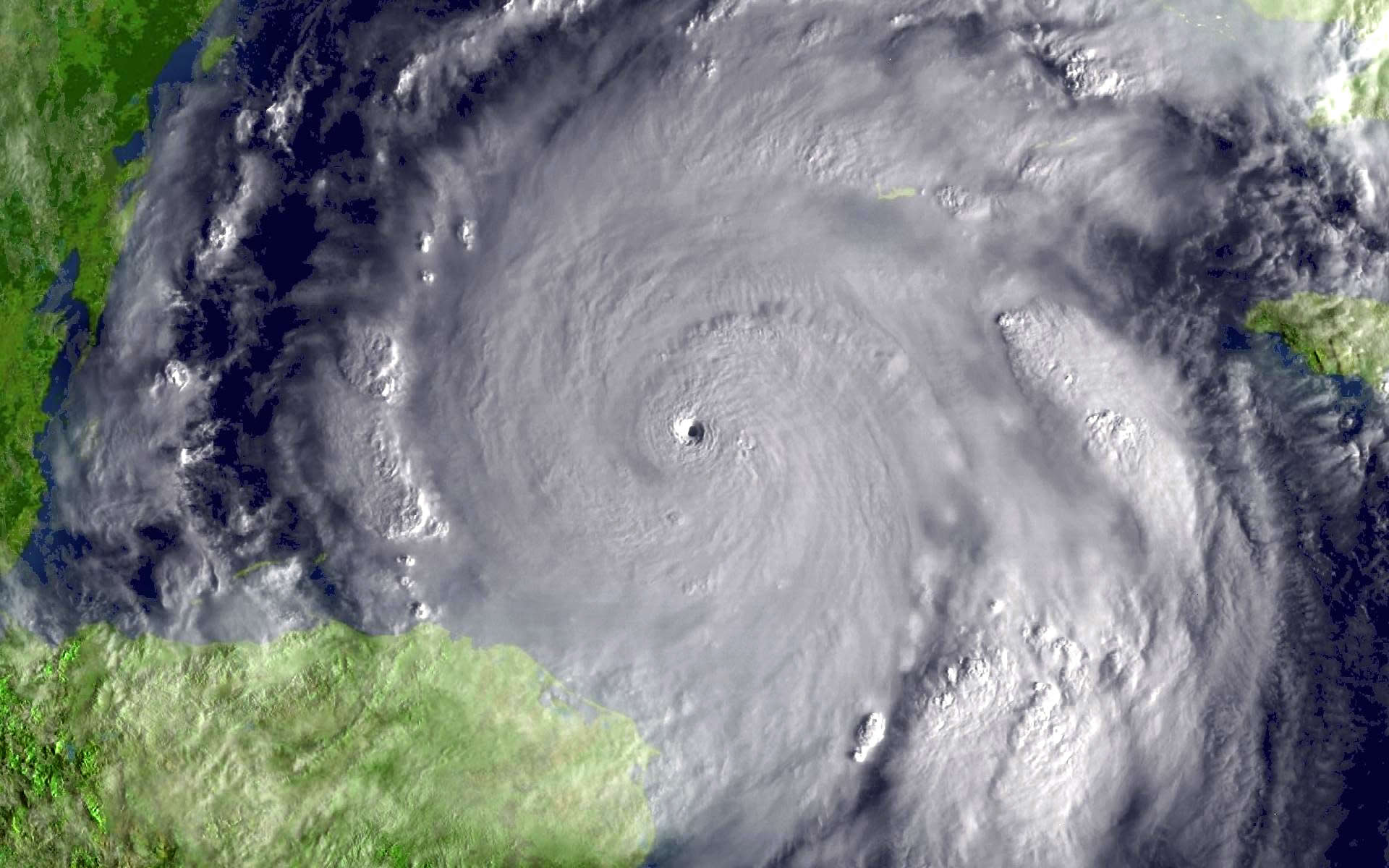
Huragan Wilma 19 października 2005 – 882 hPa w oku

Na podstawie średniego ciśnienia atmosferycznego na Ziemi na poziomie morza wprowadzono jednostkę ciśnienia – atmosferę fizyczną – równą 1013,25 hPa.
W Polsce 16 grudnia 1997 zanotowano 1054 hPa w Suwałkach. Inne rekordy to 1051,1 hPa 22 stycznia 2006 roku, 1050 hPa 3 stycznia 1993 roku i 1048 hPa 10 grudnia 1991 roku, najniższe zaś (965,2 hPa) notowano 26 lutego 1989 w Szczecinie i Łodzi.
Najwyższe na świecie zarejestrowano 19 grudnia roku 2001 w miejscowości Tosontsengel w Mongolii – wyniosło wtedy 1086 hPa. Natomiast najniższe znormalizowane ciśnienie atmosferyczne, wynoszące 870 hPa, spowodowane przejściem tajfunu Tip, zarejestrowano 12 października roku 1979 na Północnym Pacyfiku. Dla Oceanu Atlantyckiego rekord padł 19 października 2005 roku. W oku huraganu Wilma, który potem spustoszył Florydę, zanotowano ciśnienie 882 hPa.
Podane powyżej wartości są znormalizowane do poziomu morza.

### Ciśnienie a wysokość
Ciśnienie powietrza zmienia się wraz z wysokością, zależność ta jest w przybliżeniu malejąca wykładniczo i jest określana przez przybliżoną zależność określaną jako wzór barometryczny. Dla niewielkich wysokości (do 1000 m) nad poziomem morza przyjmuje się, że ciśnienia spada liniowo 11,3 Pa na metr wysokości (11,3 hPa/100m). Spadek ciśnienia sprawia, że powietrze wraz z wysokością staje się coraz rzadsze i chłodniejsze. Przykładowo, ciśnienie na wierzchołku Mount Everest (8848 m n.p.m.) wynosi ok. 310 hPa. Natomiast połowa ciśnienia z poziomu morza, czyli 500 hPa, występuje na wysokości ok. 5600 m n.p.m. Ciśnienie rzeczywiste przeliczone do wysokości poziomu morza nazywa się ciśnieniem znormalizowanym.

### Ciśnienie powietrza
Należy odróżnić faktyczne ciśnienie powietrza w danej miejscowości od podawanego w prognozach pogody. O tym pierwszym jest mowa w akapicie „ciśnienie a wysokość” (maleje ono wraz z wysokością). To drugie jest ciśnieniem, jakie wystąpiłoby danego dnia w danej miejscowości, gdyby znajdowała się ona na poziomie morza – i tego właśnie ciśnienia dotyczy informacja podana w akapicie „Ciśnienie a pogoda”.
Ciśnienia powietrza nie należy mylić z zawartością tlenu w powietrzu, która się zmienia zgodnie z tą samą krzywą (np. 50% ciśnienia tlenu z poziomu morza występuje na 5600 m n.p.m.). Innymi słowy, jeśli w atmosferze jest 21% tlenu na poziomie morza, to na wysokości 5600 m n.p.m. będzie go też 21%, ale pod mniejszym ciśnieniem – więc jego ciśnienie parcjalne (cząstkowe) będzie tylko 0,105 atm. Za granicę omdlenia przyjmuje się 0,16 atm (zawartość tlenu 16% przy normalnym ciśnieniu).

## Inne ciała niebieskie
W Układzie Słonecznym wśród planet skalistych ciśnienie atmosferyczne większe od śladowego mają (oprócz Ziemi) jeszcze Wenus i Mars. Na Wenus, ciśnienie atmosferyczne na powierzchni jest prawie sto razy większe niż na Ziemi. Tak duże ciśnienie można spotkać w ziemskich oceanach na głębokości 900 m  i aby znieść ciśnienie atmosferyczne panujące na Wenus, człowiek musiałby skorzystać z urządzenia podobnego do batyskafu. Ciśnienie przy powierzchni Marsa jest 100 razy mniejsze niż na Ziemi.
Gazowe olbrzymy są pozbawione powierzchni stałej, którą można przyjąć za poziom odniesienia. Na poziomie chmur ciśnienie atmosferyczne na Jowiszu, Saturnie, Neptunie i Uranie jest zbliżone do ziemskiego. Planety gazowe mają niewielkie skaliste jądra. Przy ich powierzchni ciśnienie może być miliard razy większe niż na Ziemi. Jedyny księżyc, na którym ciśnienie atmosferyczne jest zauważalne, to Tytan krążący wokół Saturna. Małe ciała, takie jak Pluton czy komety albo asteroidy, mają co najwyżej śladowe atmosfery, których ciśnienie atmosferyczne jest mniejsze niż w próżni, którą da się wytworzyć w przeciętnym laboratorium.